# Appalachian Trail Conservancy

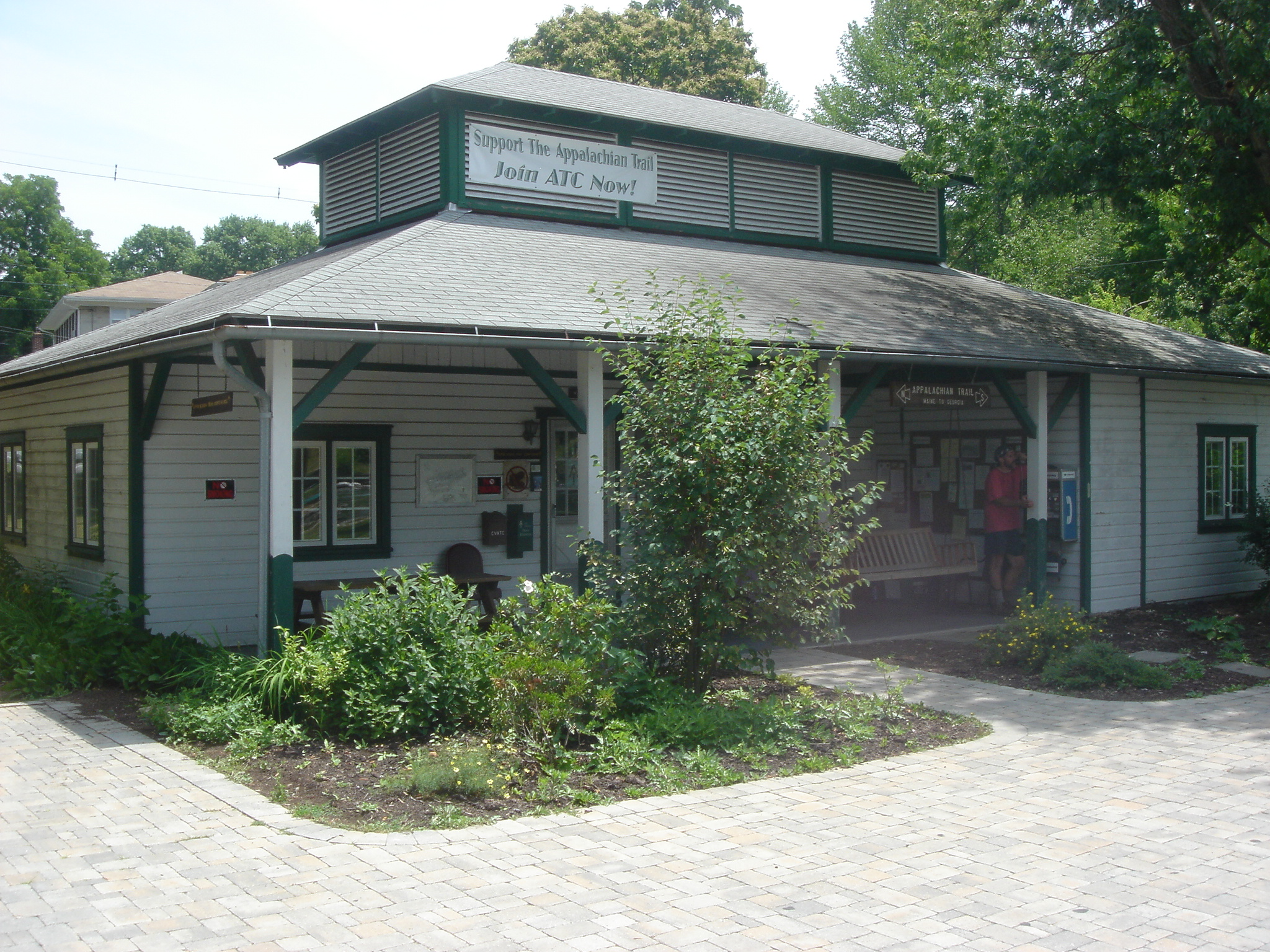
L'ufficio dell'ATC a Boiling Springs (Pennsylvania)

L'Appalachian Trail Conservancy (ATC) (anteriormente Appalachian Trail Conference) è un'organizzazione non a scopo di lucro dedicata alla conservazione del Sentiero degli Appalachi (Appalachian Trail), che corre dal Maine alla Georgia. L'organizzazione lavora per proteggere i 3.507 chilometri (2.507 miglia) e i 1.000 chilometri quadrati (250.000 acri) di strada verde del sentiero, e coordina il lavoro di circa trenta circoli escursionistici che effettuano la manutenzione del sentiero.
Il sentiero fu concepito originariamente dalla guardia forestale Benton MacKaye che ideò un sentiero grandioso che avrebbe collegato una serie di fattorie e di campi di lavoro/studio per i residenti nella natura selvaggia per residenti della città. Nel 1922, su suggerimento del maggiore William A. Welch, direttore della Palisades Interstate Park Commission, il piano di MacKaye fu pubblicizzato da Raymond H. Torrey con un articolo del New York Evening Post (futuro New York Post) sotto il titolo a tutta pagina A Great Trail from Maine to Georgia! ("Un grande sentiero dal Maine alla Georgia!"). L'idea fu rapidamente adottata dalla Palisades Interstate Park Trail Conference (futura New York – New Jersey Trail Conference) in qualità di suo progetto principale, e il 4 gennaio 1924, fu completato il primo tratto di 32 chilometri (20 miglia) dal fiume Hudson al fiume Ramapo. L'intero sentiero fu terminato nel 1937.
L'ATC fu costituita a Washington il 2 e 3 marzo 1925, con Major Welch come presidente e Torrey come tesoriere. Nel 1927 Welch fu sostituito dal giudice Arthur Perkins e nel 1928 J.A. Allis divenne tesoriere.
Nel 1929 Perkins reclutò Ned Anderson per aprire la tratta del sentiero nel Connecticut. Questa sezione è un tratto di 80 chilometri (50 miglia) attraverso l'angolo nord-ovest dello Stato da Dog Tail Corners presso Webatuck (nello stato di New York) a Bear Mountain presso la frontiera del Massachusetts. Anderson lavorava in una doppia veste come direttore di sezione sia per la Connecticut Forest & Park Association che per l'ATC. Con i suoi volontari, continuò a curare la manutenzione del sentiero fino al suo pensionamento nel 1948. Oggi, il sentiero è curato dall'Appalachian Mountain Club.
L'ATC ha sede ad Harper's Ferry (Virginia Occidentale). È impegnata non solo nella manutenzione e nella protezione del sentiero, ma anche in attività educative, scientifiche e di sensibilizzazione legate al sentiero sui temi ecologici e ambientali.